# فرودگاه صحرایی بونی
فرودگاه صحرایی بونی (به انگلیسی: Bonnie Field) یک فرودگاه همگانی بهره‌برداری هوایی است که یک باند فرود چمن دارد و طول باند آن ۷۹۲ متر است. این فرودگاه در کشور ایالات متحده آمریکا قرار دارد و در ارتفاع ۲۹۶ متری از سطح دریا واقع شده‌است.